# Bryan Redpath
Bryan William Redpath (Galashiels, 2 de juliol de 1971) és un ex-jugador i entrenador de rugbi escocès. Redpath va assistir al Kelso High School, a Kelso (Scottish Borders), abans de marxar a jugar professionalment al Melrose RFC, al Racing club de Narbonne Méditerranée francès, i al Sale Sharks anglès. Redpath va disputar també 60 partits amb la selecció escocesa, actuant com a capità en diverses ocasions. En total va participar en 2 Copes del Món: la de 1999 i la de 2003.
Després de retirar-se com a jugador, Redpath va passar a entrenar. Va ser entrenador assistent del Gloucester Rugby, essent posteriorment nomenat primer entrenador el juny de 2009. El 2012 va deixar el Gloucester i va fitxar pel Sale Sharks. El juny d'aquell any va ser confirmat com a Director de Rugbi en aquell equip. Tot i així, el 30 d'octubre següent fou apartat del càrrec, convertint-se de nou en entrenador, mentre que Steve Diamond ocupava el seu anterior lloc. El 13 de març de 2015 Redpath va abandonar el Sale per convertir-se en el nou entrenador del Yorkshire Carnegie de la RFU Championship.